# EMW R 35
Die EMW R 35 war ein Motorrad des Eisenacher Motorenwerkes, das auf der BMW R 35 basierte.

## Vorgeschichte
Die Bayerischen Motorenwerke entwickelten 1937 die BMW R 35 mit Einzylinder-Viertaktmotor, 340 cm³ Hubraum und 14 PS. Sie war ein robustes und überdurchschnittlich zuverlässiges Motorrad für den Einsatz bei Behörden, Polizei und Militär.
Wegen der Konzentration der Flugzeugmotorenentwicklung in München wurde im Zweiten Weltkrieg die gesamte Motorradfertigung in das damalige BMW-Werk Eisenach in Thüringen verlegt. Die Produktion der R 35 wurde 1940 eingestellt, da sie den Anforderungen der Wehrmacht nicht mehr genügte. Zum Kriegsende war das Eisenacher BMW-Werk erheblich zerstört, die Maschinen waren jedoch rechtzeitig zusammen mit Teilebeständen in den umliegenden Schächten der Kali-Bergwerke eingelagert worden. Darunter befanden sich auch Teilesätze für etwa 1000 BMW R 35, allerdings ohne Rahmen.
Am 3. Juli 1945 wurde Eisenach Teil der sowjetischen Besatzungszone. Mit dem Befehl Nummer 93 zur „Sicherstellung der Herausbringung der neuen Personenkraftwagen und Motorräder in der Fahrzeug- und Maschinenfabrik Thüringen“ wurde im November 1945 die Produktion zur Reparationsleistung an die Sowjetunion wieder aufgenommen. Es wurde befohlen, aus den eingelagerten Teilen Motorräder zu fertigen. Der Plan für 1945 legte die Herstellung von 70 Motorrädern fest, tatsächlich gefertigt wurden aber nur 16 Stück. 220 BMW R 35 konnten so zusammengebaut und an die Sowjets übergeben werden.
Am 15. September 1946 wurde das Werk in die Sowjetische Aktiengesellschaft Awtowelo eingegliedert. Für die Jahre 1946 bis 1948 liegen keine zuverlässigen Stückzahlen vor. 1949 wurden schon 4250 BMW R 35 in Eisenach gebaut. Zuerst wurden nur Behörden und die FDJ-Interessengemeinschaft Motorsport (ab 1952 Gesellschaft für Sport und Technik) mit diesen – immer noch mit dem BMW-Emblem versehenen – Fahrzeugen versorgt; ab 1949 waren sie auch für Privatkunden zu erwerben.
Mit dem Urteil des Landgerichtes Düsseldorf vom 17. November 1950 drohten Beschlagnahmungen den Devisenverkehr zu gefährden, falls in Eisenach weiter unter dem Namen BMW produziert würde.
Danach wurde die Beschriftung des Typenschildes geändert. Von 1945 bis 1950 stand auf den Typenschildern als Hersteller Bayrische Motoren Werke AG (ohne München), ab 1950 Automobil-Fabrik der staatl. Aktiengesellschaft Awtowelo Werk BMW Eisenach.
Ab Mitte 1951 wurde die Maschine erstmals entscheidend weiterentwickelt. Zuerst erhielt sie eine Teleskopgabel ohne Faltenbälge und einen neuen vorderen mitfedernden Kotflügel. Dazu kam ein dünnerer Lenker (22 mm statt bisher 25 mm Durchmesser) mit Außenzughebeln statt Innenzughebeln und Druckfedern am Fahrersattel statt Zugfedern. Zum Jahresende bekam die Gabel eine hydraulische Dämpfung (Ölstoßdämpfer) und ein modifiziertes Getriebe mit zeitgemäßer Fußschaltung.
Im April 1952 wurde die sowjetische Staatliche Aktiengesellschaft Awtowelo aufgelöst und das Werk ging in Eigentum der DDR über, danach wurde aus BMW das Kürzel EMW für das Eisenacher Motorenwerk; aus dem weißblauen Propeller wurde ein weißrotes Firmenemblem und das Werk als volkseigener Betrieb dem IFA-Verbund angegliedert. Bis dahin hatten bereits 17.000 Fahrzeuge – in der Mehrzahl Motorräder – das Werk verlassen.

## EMW R 35/3

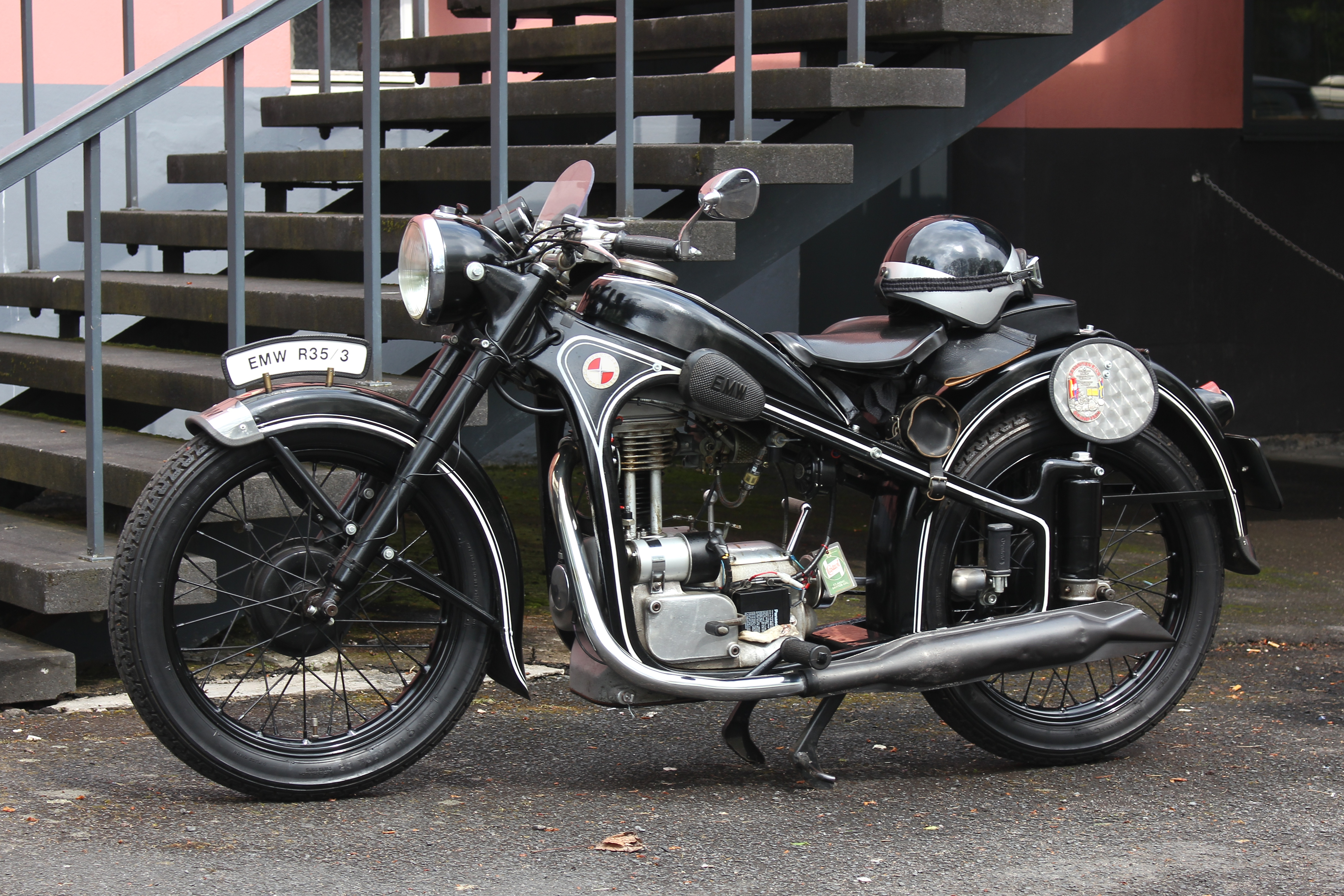
EMW R 35/3, Baujahr 1954

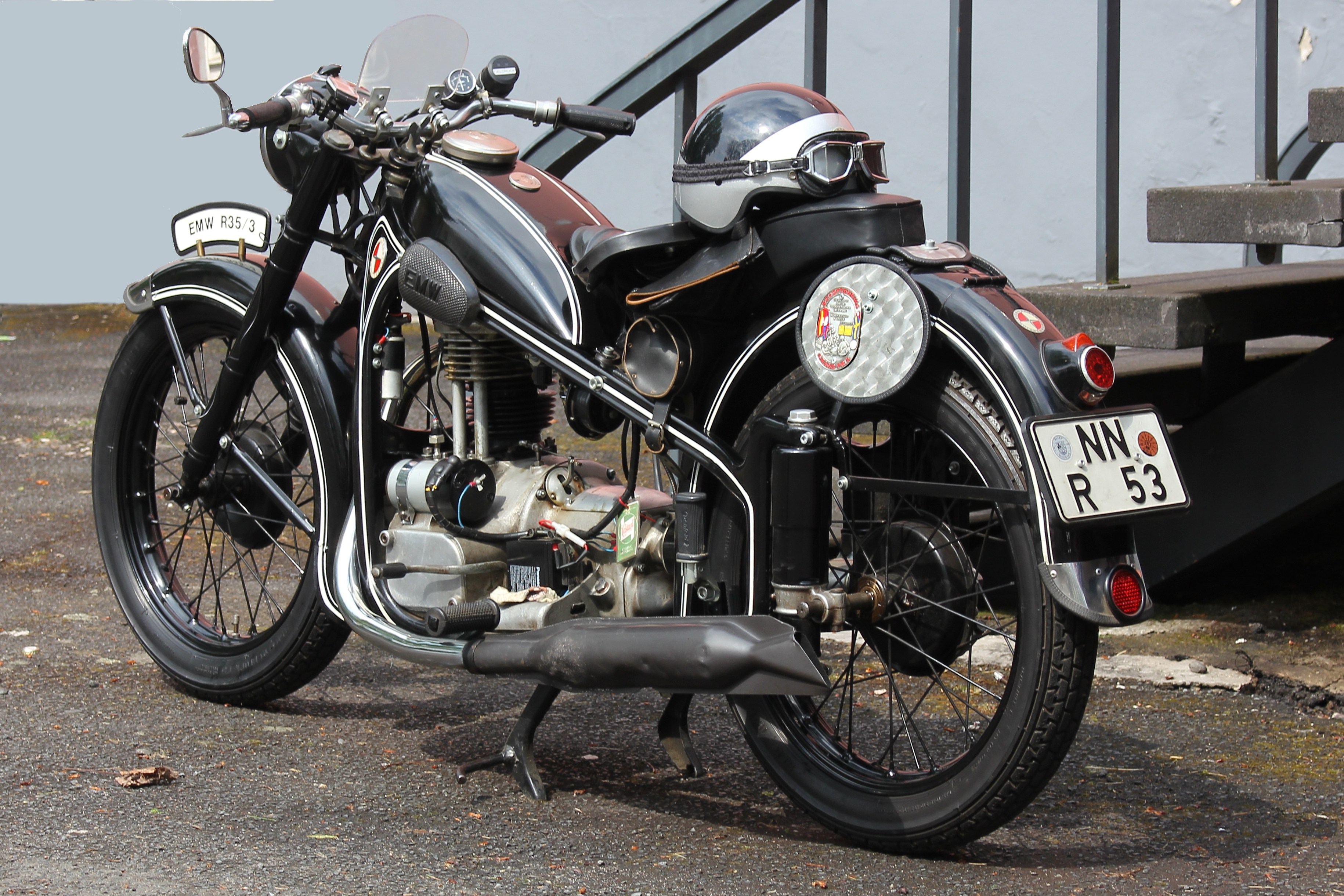

Mit der Umbenennung des Werkes 1952 in EMW folgten für die R-35, die seitdem EMW R-35-3 heißt, weitere Modifikationen. Der Rahmen wurde verlängert, die Blechdicke von 2 auf 3 mm erhöht und mit einer gedämpften Geradeweg-Hinterradfederung versehen, was auch ein neues Kardangehäuse erforderlich machte. Weiterhin wird der Motor in den Luftfilter entlüftet, während bei der Ur-R 35 die Entlüftung über ein Röhrchen zwischen den Stößelschutzstangen in den Motorblock (Richtung Nockenwelle) führte. Die Sättel sind unterschiedlich. Die Awtowelo BMW R 35 hatte zwei Federn an den Außenseiten des Ledersattels, während die EMW R-35-3 eine zentrale Feder am Gummisattel hat; weitere Unterschiede sind auch an den Kotflügeln.
EMW als Markenzeichen endete mit der Fertigungseinstellung der Pkw-Typen 327 und 340/2 sowie des Motorrades R 35/3 im Jahr 1955. In diesem Jahr wurden noch 13.700 EMW R 35/3 produziert. In Eisenach ging danach kein Viertakter mehr vom Band, der Zweitaktmotor galt als sparsam, leicht und leistungsfähig. Die Motorradproduktion wurde in Eisenach gänzlich aufgegeben. Bereits seit 1950 wurde im thüringischen Suhl die modernere AWO 425 mit Viertaktmotor produziert.
Von der R 35/3 sollen etwa 50.000 bis 66.000 Stück gefertigt worden sein, die Quellenangaben hierzu sind widersprüchlich. Von der Nachkriegs-BMW/EMW R 35 wurden insgesamt rund 90.000 Stück gefertigt, davon wurden rund 27.000 Stück exportiert.

## Technische Daten
|                       | Awtowelo BMW R-35                                                                        | EMW R-35-3                                                                       |
| --------------------- | ---------------------------------------------------------------------------------------- | -------------------------------------------------------------------------------- |
| Baujahre              | 1945–1952                                                                                | 1952–1955                                                                        |
| Motor                 | fahrtwindgekühlter Einzylinder-Viertakt-Ottomotor, Kickstarter                           | fahrtwindgekühlter Einzylinder-Viertakt-Ottomotor, Kickstarter                   |
| Ventilsteuerung       | OHV-Ventilsteuerung                                                                      | OHV-Ventilsteuerung                                                              |
| Bohrung × Hub         | 72 × 84 mm                                                                               | 72 × 84 mm                                                                       |
| Hubraum               | 342 cm³                                                                                  | 342 cm³                                                                          |
| Verdichtung           | 5,5 : 1                                                                                  | 5,5 : 1                                                                          |
| Nennleistung          | 14 PS (10,3 kW) bei 5250/min                                                             | 14 PS (10,3 kW) bei 5250/min                                                     |
| max. Drehmoment       | 2,16 kpm (21,2 Nm) bei 3000/min                                                          | 2,16 kpm (21,2 Nm) bei 3000/min                                                  |
| Gemischaufbereitung   |                                                                                          | BVF-Vergaser BVF KL 324 — 0                                                      |
| Motorschmierung       | Druckumlaufschmierung                                                                    | Druckumlaufschmierung                                                            |
| Zündung               | Batteriezündung                                                                          | Batteriezündung                                                                  |
| Lichtmaschine         |                                                                                          | 6 V – 45–60 W                                                                    |
| Batterie              |                                                                                          | 6 V – 7 Ah                                                                       |
| Bordspannung          | 6 V                                                                                      | 6 V                                                                              |
| Kupplung              | Einscheibentrockenkupplung                                                               | Einscheibentrockenkupplung                                                       |
| Getriebe              | 4-Gang-Getriebe, handgeschaltet ab Ende 1951: wahlweise Fußschaltung oder Handhilfshebel | 4-Gang-Getriebe, wahlweise Fußschaltung oder Handhilfshebel                      |
| Endantrieb            | Kardan                                                                                   | Kardan                                                                           |
| Rahmen                | Doppelschleifen-Pressstahlrahmen                                                         | Doppelschleifen-Pressstahlrahmen                                                 |
| Maße (L × B × H)      |                                                                                          | 2150 × 725 × 960 mm                                                              |
| Radstand              |                                                                                          | 1400 mm                                                                          |
| Sitzhöhe              |                                                                                          | 750 mm                                                                           |
| Radaufhängung vorn    | Teleskopgabel ohne Dämpfung ab Ende 1951: mit hydraulischer Dämpfung                     | Teleskopgabel mit hydraulischer Dämpfung                                         |
| Radaufhängung hinten  | Starrrahmen                                                                              | Geradewegfederung                                                                |
| Felgengröße vorn      | Drahtspeichenrad, 2,15 × 19″                                                             | Drahtspeichenrad, 2,15 × 19″                                                     |
| Felgengröße hinten    | Drahtspeichenrad, 2,15 × 19″                                                             | Drahtspeichenrad, 2,15 × 19″                                                     |
| Bereifung vorn        | 3,50–19″                                                                                 | 3,50–19″                                                                         |
| Bereifung hinten      | 3,50–19″                                                                                 | 3,50–19″                                                                         |
| Bremse vorn           | Innenbacken-Trommelbremse (Halbnabe), seilzugbetätigt                                    | Innenbacken-Trommelbremse ø 160 mm (Halbnabe), seilzugbetätigt                   |
| Bremse hinten         | Innenbacken-Trommelbremse (Halbnabe), seilzugbetätigt                                    | Innenbacken-Trommelbremse ø 180 mm (Halbnabe), mechanisch über Gestänge betätigt |
| Leergewicht           | 155 kg                                                                                   | 170 kg (Gespannbetrieb: 235 kg)                                                  |
| zul. Gesamtgewicht    | 350 kg                                                                                   | 365 kg (Gespannbetrieb: 460 kg)                                                  |
| Tankinhalt            | 12 l (Reserve: 2 l)                                                                      | 12 l (Reserve: 2 l)                                                              |
| Kraftstoffverbrauch   | ca. 3,5 l/100 km                                                                         | ca. 3,5 l/100 km                                                                 |
| Höchstgeschwindigkeit | 100 km/h                                                                                 | 100 km/h                                                                         |